# Шевцов Анатолій Єгорович
Анато́лій Єго́рович Шевцо́в (15 серпня 1933, Унеча) — радянський господарський, державний і політичний діяч, Герой Соціалістичної Праці.

## Біографія
Народився в 1933 році в Унечі. Член КПРС з 1958 року.
З 1954 року — на господарській, громадській і політичній роботі. У 1954—1996 рр. — технік з первинної переробки льону, майстер зміни на Єкимовицькому льонозаводі, майстер зміни на Понизовському льонозаводі, головний інженер, директор Рославльського льонозаводу Смоленської області.
Указом Президії Верховної Ради СРСР від 8 серпня 1989 року присвоєно звання Героя Соціалістичної Праці з врученням ордена Леніна і золотої медалі «Серп і Молот».
Обирався народним депутатом РРФСР. Делегат XIX Всесоюзної партійної конференції.
Проживає в селі Льонозавод.